# Wallace Ng’ang’a Gachihi
Wallace Ng’ang’a Gachihi (* 26. März 1973 in Gatundu, Kiambu County) ist ein kenianischer römisch-katholischer Geistlicher und Weihbischof in Nairobi sowie Militärbischof von Kenia.

## Leben
Wallace Ng’ang’a Gachihi studierte nach dem Besuch des Vorbereitungsseminars in Molo Philosophie am Priesterseminar St. Augustine’s in Mabanga und Theologie am Priesterseminar St. Matthias Mulumba in Tindinyo. Am 21. Mai 2005 empfing er das Sakrament der Priesterweihe für das Erzbistum Nairobi.
Nach der Priesterweihe war er zunächst in der Pfarrseelsorge tätig und studierte von 2009 bis 2011 an der Katholischen Universität von Ostafrika, an der er den Master in Theologie erwarb. Während dieses Studiums und in den folgenden Jahren war er weiter unterstützend in der Pfarrseelsorge tätig. Ab 2011 war er Diözesankoordinator des Erzbistums Nairobi für die Seelsorge. Ab 2015 war er zudem Pfarrer im Stadtteil Embakasi von Nairobi. Außerdem gehörte er dem Konsultorenkollegium des Erzbistums an.
Papst Franziskus ernannte ihn am 13. Februar 2024 zum Titularbischof von Thucca in Mauretania und zum Weihbischof in Nairobi. Der Apostolische Nuntius in Kenia, Erzbischof Hubertus van Megen, spendete ihm und dem mit ihm ernannten Weihbischof Simon Peter Kamomoe am 6. April desselben Jahres auf dem Gelände der St. Mary’s School in Nairobi die Bischofsweihe. Mitkonsekratoren waren der Erzbischof von Nairobi, Philip Arnold Subira Anyolo, und David Kamau Ng’ang’a, Weihbischof in Nairobi.
Am 15. August 2024 ernannte ihn Papst Franziskus zusätzlich zum Militärbischof von Kenia, nachdem das Kenianische Militärordinariat zuvor fast acht Jahre vakant geblieben und von Apostolischen Administratoren verwaltet worden war. Die Amtseinführung fand am 12. Oktober desselben Jahres statt.